# Центральний Балкан (національний парк)
Національний парк «Центральний Балкан» (болг. Національний парк Центральний Балкан) — заповідна зона, що розташовується в центрі Болгарії, у Балканських горах. Висота парку варіюється від 550 метрів у місті Карлово, до 2376 метрів у гори Ботев, найвищої вершини Балкан. Заснований 31 жовтня 1991 року. Третя по площі заповідна зона Болгарії: 716,69 км² загальна площа, довжина — 85 км із заходу на схід, середня ширина 10 км. Розташовується в п'яти областях: Ловечской, Габровской, Софійською, Пловдивом і Старозагорской. Включає дев'ять заповідників: Боатин, Царичина, Козя-Стена, Стенето, Северен-Джендем, Пеешти-Скали, Соколна, Джендема і Стара-Река. Центральний Балкан — один з найбільших і цінніших національних парків в Європі. МСОП присудив йому категорію II (національний парк). Вісім заповідників парку, як і сам парк, входять в список зон ООН, що особливо охороняються, чотири заповідники входять у Всесвітню мережу біосферних резерватів за програмою ЮНЕСКО «Людина і біосфера». Повноцінний член фонду PAN Parks

## Історія

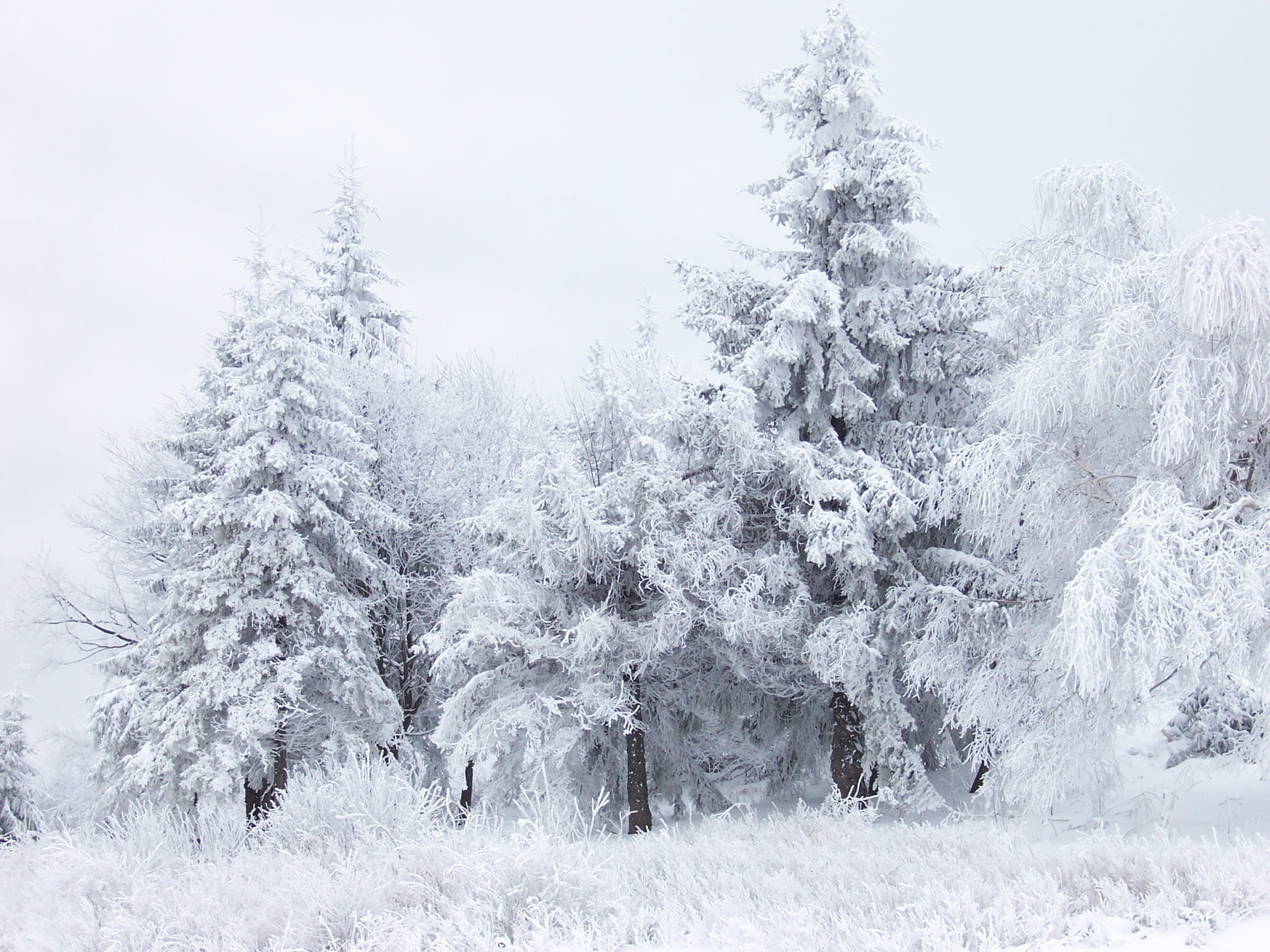
Парк взимку

### Статистика
- Площа: 71669,5 га
- Довжина: 85 км
- Ширина: 10 км
- Найвища вершина: Ботев, 2376 м
- Нижча точка: Карлове, близько 500 м
- Лісу : 44000,8 га
- Інша частина: 27668,7 га
- 70% природних екосистем
- 9 заповідників площею 20019 га

## Екосистеми

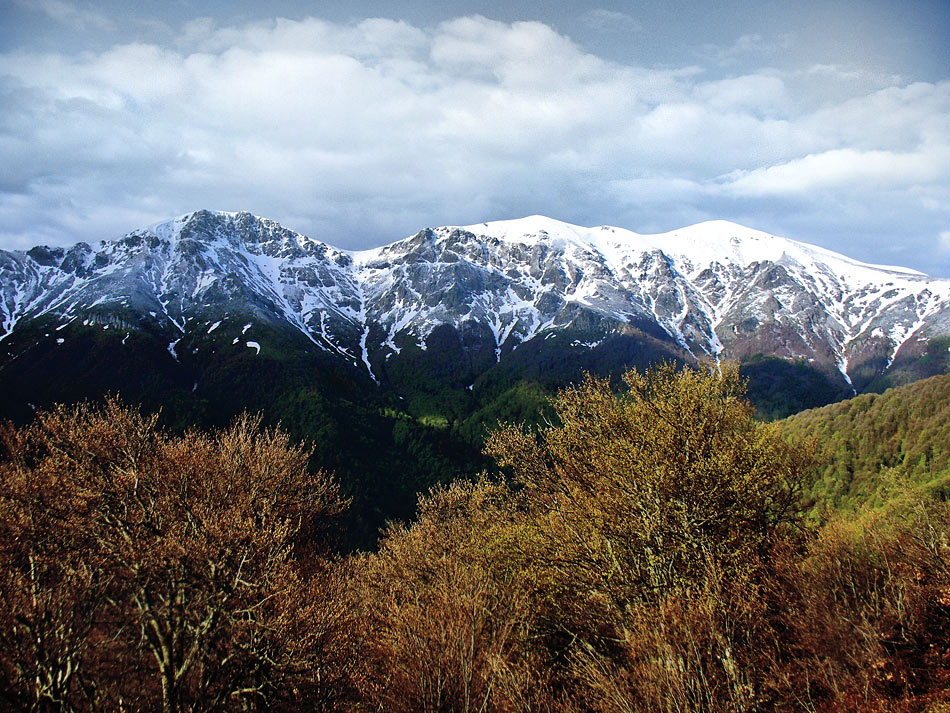
Гірський масив Триглав

Багатовікові ліси з бука, ялини, ялиці, граба і скельного дуба займають більшу частину парку. Більше половини флори Болгарії було виявлено в парку: 10 видів і 2 підвиду є ендеміками і більше не зустрічаються ніде в світі. Понад 130 рослин і тварин парку занесені в Червону книгу.
Відомі 166 видів лікарських рослин, 12 з них охороняються законом. Також є 229 видів мохів, 256 видів грибів, 208 видів водоростей. Центральна частина Балканського хребта — дім для 70 % всіх безхребетних організмів і 62 % хребетних тварин Болгарії. Налічується 224 види птахів, що робить національний парк важливим міжнародним заповідником для птахів.
Фінансований Євросоюзом проект CORINE BIOTOPS запропонував методологію класифікації місць проживання, і 49 типів середовищ існування з проекту представлені в Центральному Балканах. 24 типу занесені в «Список перебувають під загрозою зникнення місць проживання» і вимагають спеціальних заходів захисту відповідно до Конвенції про охорону дикої флори та фауни і природних середовищ існування в Європі

## Рельєф
Зустрічаються високогірні луки, вертикальні скелі, обриви, глибокі каньйони, водоспади і численні вершини, з яких близько 20 є двохтисячниками. Центральний Балкан є улюбленим місцем для туристів, натуралістів і вчених.